# Ganz kleine Nachtmusik

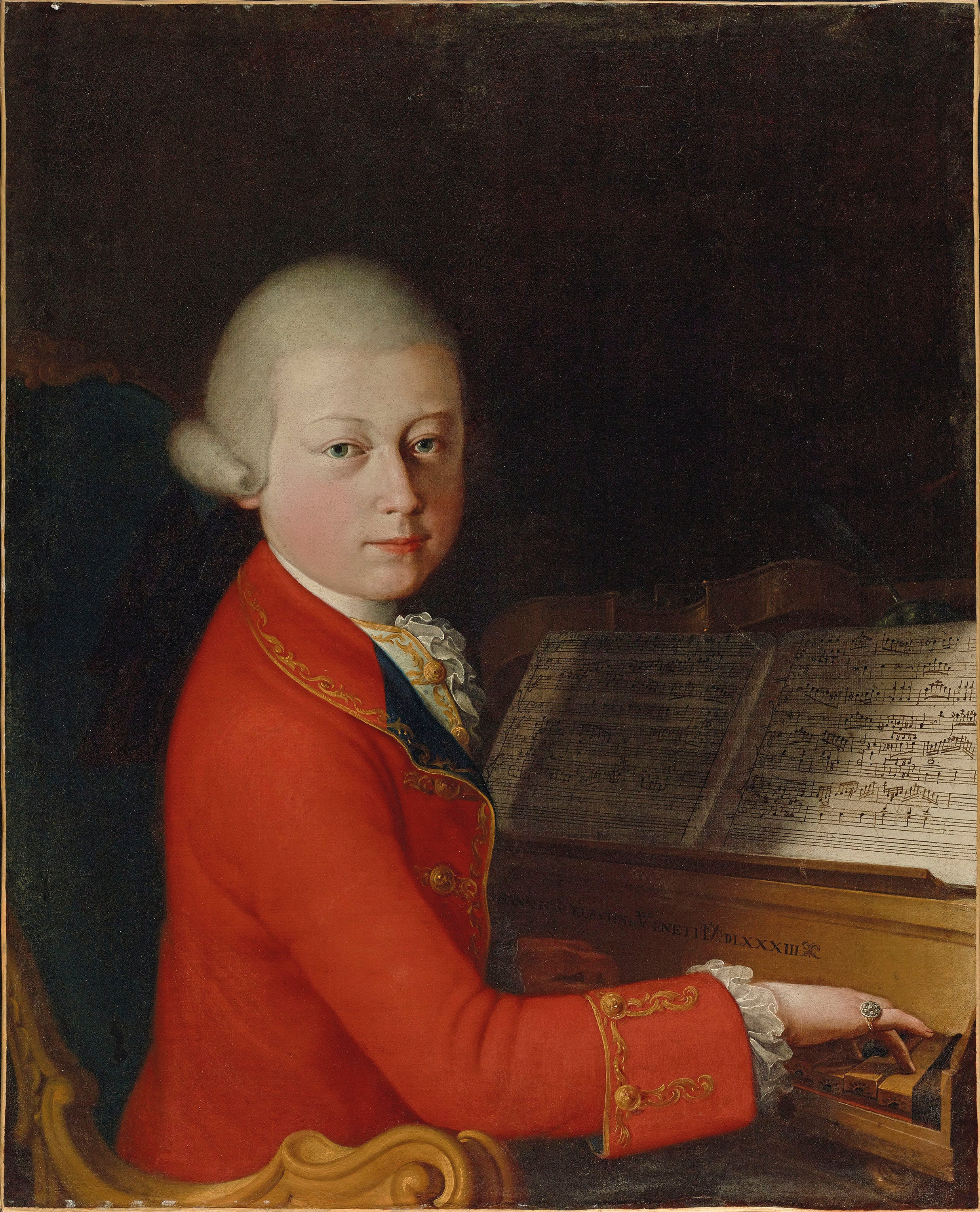
Wolfgang Amadeus Mozart im Alter von 13 Jahren in Verona (1770)

Die Serenade in C-Dur KV 648, auch Serenate ex C oder „Ganz kleine Nachtmusik“, ist eine Wolfgang Amadeus Mozart zugeschriebene Komposition. Das Werk verfasste er als Jugendlicher wahrscheinlich zwischen 1766 und 1769. Es ist in einer um 1780 entstandenen Abschrift erhalten, die in der Musikbibliothek der Stadtbibliothek Leipzig gefunden wurde. Das Stück wurde 2024 in die Neubearbeitung des Köchelverzeichnisses seiner Werke aufgenommen und am 19. September 2024 bei der Präsentation des überarbeiteten Verzeichnisses in der Internationalen Stiftung Mozarteum in Salzburg uraufgeführt.

## Zur Musik
Das Stück besteht aus sieben kleinen Sätzen für Streichtrio (2 Violinen und Bass (oder Violoncello)). Die Gesamtlänge beträgt etwa zwölf Minuten.
Satzbezeichnungen:
1. Marche
2. Allegro
3. Menuet mit Trio
4. Polonaise
5. Adagio
6. Menuet mit Trio
7. Finale. Allegro

## Entstehungs- und Entdeckungsgeschichte

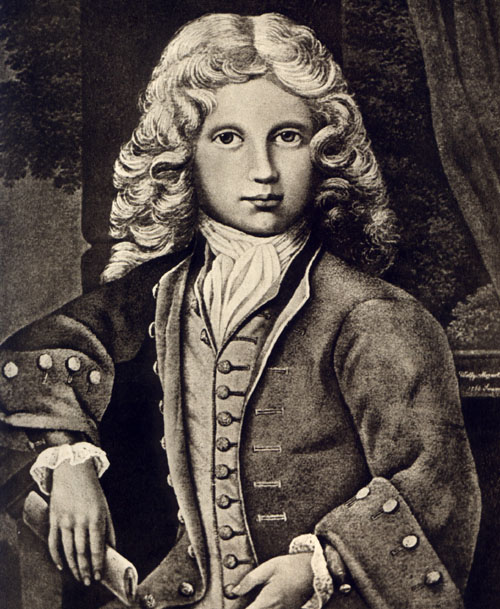
Wolfgang Amadeus Mozart im Alter von 11 Jahren (1767)

Das Werk selbst ist ein Streichtrio, das Mozart als Jugendlicher offenbar vor seiner ersten Reise nach Italien schrieb. Der Entstehungszeitraum wird auf Mitte bis Ende der 1760er Jahre geschätzt, als Mozart zwischen 10 und 13 Jahre alt war. Ob das Stück zu Mozarts Lebzeiten aufgeführt wurde, ist nicht bekannt. Bei der in der Musikbibliothek der Stadtbibliothek Leipzig gefundenen Handschrift aus der Sammlung Carl Ferdinand Becker handelt es sich um eine Kopie beziehungsweise eine Abschrift, die erst um 1780 angefertigt wurde. Das Stück stellte sich 2024 als ein mögliches Jugendwerk Mozarts heraus. Auf dem Notenblatt steht der Name „Wo[l]fgang Mozart“, der übliche zweite Vorname „Amadeus“ bzw. „Amadé“ fehlt jedoch bei der Abschrift. Durch Analysen und Vergleiche mit anderen Frühwerken Mozarts wurde das Werk für authentisch befunden. Die Autorenschaft Mozarts ist laut Köchelverzeichnis „sehr wahrscheinlich“, dennoch listet das Verzeichnis die Serenade als „Werk zweifelhafter Echtheit“. Die Abschrift ist mit dem Titel „Serenate ex C“ überschrieben, wird im neuen Köchelverzeichnis aber als „Ganz kleine Nachtmusik“ bezeichnet.
In einem Kommentar zum Werk heißt es in der neuen Ausgabe des Köchelverzeichnisses: „KV 648 ist in einer einzigen Quelle überliefert, bei der die Ansetzung der Autorenangabe eine Entstehungszeit des Werks vor der ersten Italienreise vermuten lässt. Angesichts der Provenienz der Handschrift erscheint es nicht ausgeschlossen, dass es sich um die verschollen geglaubte ‚caßation aus dem C‘ KV 653 (Brief vom 3. Dezember 1801, BD 1338; zitiert nach Kolbin) bzw. die ‚ganz kleine Nachtmusik‘ für zwei Violinen und Basso KV 41g (Brief vom 8. Februar 1800, BD 1280) handelt, die NM dem Verlag Breitkopf & Härtel als ein Jugendwerk ihres Bruders für die Oeuvres complettes überlassen und am 30. April 1807 (BD 1377) vergeblich zurückgefordert hatte.“ Mozarts Schwester Nannerl hatte dazu 1800 dem damals in Leipzig ansässigen Verlag Breitkopf & Härtel geschrieben: „Auch habe ich eine ganz kleine Nachtmusik, bestehend in 2 Violin und Basso. Da es aber eine sehr simple Composition, die er in sehr frühen Jahren gemacht hat, so getraute ich mir nicht, solche zu schicken, da sie mir zu unbedeutend schien.“
Die Uraufführung fand am 19. September 2024 in der Internationalen Stiftung Mozarteum in Salzburg bei der Präsentation des überarbeiteten Köchelverzeichnisses statt. Die deutsche Erstaufführung folgte zwei Tage später im Foyer in der Oper in Leipzig durch Schüler der Musikschule Leipzig „Johann Sebastian Bach“.